# Hydroptila wyomia
Hydroptila wyomia är en nattsländeart som beskrevs av Donald G. Denning 1948. Hydroptila wyomia ingår i släktet Hydroptila och familjen smånattsländor. Inga underarter finns listade i Catalogue of Life.